# Madrid Criterium
Het Madrid Criterium is een wielercriterium in de Spaanse hoofdstad Madrid, dat eind oktober wordt verreden. Het werd voor het eerst georganiseerd in 2022. De Sloveen Tadej Pogačar schreef de eerste editie op zijn naam. Een jaar later won de Nederlandse wereldkampioen Mathieu van der Poel de wedstrijd.

## Uitslagen
| Jaar | Winnaar              | Tweede           | Derde              |
| ---- | -------------------- | ---------------- | ------------------ |
| 2023 | Mathieu van der Poel | Juan Ayuso       | Omar Fraile        |
| 2022 | Tadej Pogačar        | Carlos Rodríguez | Raúl García Pierna |